# 科瓦利夫卡 (奧列夫斯克區)
51°5′55″N 27°32′34″E / 51.09861°N 27.54278°E
科瓦利夫卡（烏克蘭語：Ковалівка），是烏克蘭北部的村莊，隸屬日托米爾州的科羅斯滕區。該村始建於1780年，面積0.63平方公里，海拔高度183米，2001年人口179，人口密度每平方公里284.13人。